# Allison DuBois
Allison DuBois (24 de enero de 1972) es una autora y controvertida médium estadounidense. DuBois dice ayudar, utilizando sus "poderes psíquicos", a las fuerzas de seguridad a resolver crímenes a lo largo de Estados Unidos. También trabaja como consultora jurídica.
Su vida es la base de la serie de televisión Medium. Nació en Phoenix, Arizona, y se graduó en el instituto Corona del Sol en Tempe en 1990. Durante sus años universitarios, trabajó como interna en una oficina de abogados en Phoenix. Se licenció en ciencias políticas en la Universidad de Arizona. Sus poderes de médium fueron examinados por Gary Schwartz de la Universidad de Arizona, dando lugar a una gran controversia, dado que no hay evidencia científica de que existan poderes sobrenaturales.
Los escépticos dudan que Allison realmente posea poderes sobrenaturales. Se ha comprobado que muchas de sus afirmaciones hechas en investigaciones de alto perfil, como su descripción del violador de Baseline, han mostrado ser incorrectas o de escaso valor para la investigación.

## Medium (serie de TV)
El drama de televisión de la NBC Medium está basado en el libro de Allison DuBois, Don't Kiss Them Good-Bye. El programa fue creado por Glenn Gordon Caron, creador de Luz de luna y muchos otros éxitos, que es también uno de los guionistas de la serie. Es producida por Paramount Pictures y Grammnet, la productora propietaria de los alumnos de Kelsey Grammer, productor de Cheers y Frasier. Patricia Arquette fue elegida para interpretar el papel de DuBois, por sugerencia de la novia de Caron. DuBois declaró el 9 de enero de 2005 en TV Guide que ella inicialmente pensaba que Arquette era demasiado liberal para hacer de ella, remarcando, "Yo pienso, yo tengo una pistola, yo he puesto gente en el corredor de la muerte. Yo quería asegurarme que era algo que no la molestara. Pero ella me aseguró que creía que algunas personas deberían tener ese merecido".
"Cada episodio no es una biografía de mi vida, simplemente está basado en las experiencias de mi vida. Es una representación precisa de mi vida y la gente que la comparte con un pequeño toque extra de la magia de Hollywood," DuBois dijo. Ella declaró en su libro y el 3 de enero de 2005 en Science Fiction Weekly que el programa se parece bastante a su verdadera vida. Varios detalles del personaje de Arquette encajan con la vida de DuBois, como el nombre de su marido en la serie, Joe, y el hecho de que él es un ingeniero aeroespacial. Ambos tienen tres hijas y en el primer caso el personaje "consulta" en el episodio Piloto a los Texas Rangers, la fuerza de la ley en la que DuBois dice que fue su primer trabajo en la vida real.

## DuBois como médium
Se dice que DuBois tiene la habilidad de comunicarse con almas de difuntos y ha utilizado esta habilidad para conectar a difuntos queridos con gente viva. También ha dicho que utiliza sus poderes psíquicos para ayudar a las agencias de las fuerzas de la ley a resolver crímenes, como a los Texas Rangers y al Departamento de Policía de Glendale (Arizona) y que utilizó estas habilidades como consultora jurídica.
Se cree que DuBois fue consciente de que poseía habilidades psíquicas cuando tenía 6 años, aunque se refiriese a sí misma como una médium y criminóloga, más que una vidente, debido a la connotación negativa que ella siente que se asocia al término clarividente.
De acuerdo con TV Guide, Allison DuBois pasó cuatro años participando en varias pruebas en la Universidad de Arizona para ayudar a sus estudios de médiums y de parapsicología. El Dr. Gary Schwartz, Harvard Ph.D., y Director del VERITAS Research Project en los Human Energy Systems Lab de la Universidad de Arizona, dice que DuBois tiene capacidades psíquicas, exponiéndolo el 6 de marzo de 2005 TV Guide, "Cualquiera que mire detenidamente las pruebas no puede evitar llegar a la conclusión de que hay algo muy real sucediendo ahí." En su primer encuentro, Schwartz dice que DuBois describió de forma precisa un amigo de Schwartz' que acababa de morir. Impresionado, Schwartz condujo una serie de experimentos, incluyendo uno en que DuBois declaró que contó con el último marido de una mujer en Inglaterra, conociendo sólo el nombre de la mujer. La mujer, después de leer una transcripción de la sesión, afirmó que el 80% de lo que DuBois dijo era preciso. Schwartz publicó su investigación en un libro titulado la Verdad Sobre Medium. De acuerdo con una declaración de DuBois, ella no aprueba el libro ni a Schwartz.

## Críticas
Los escépticos como Paul Kurtz y Ray Hyman, jefe del Committee for Skeptical Inquiry (CSI), dicen que DuBois no tiene poderes psíquicos. Ray Hyman cuestiona la integridad científica de la visión de Schwartz a tales fenómenos físicos, en los artículos escritos por la organización.Schwartz respondió, reivindicando que había errores lógicos en las críticas que Hyman y otros publicaron de su trabajo. La metodología experimental de Schwartz está disponible para realizar análisis al público en artículos alojados en su sitio web.
El escéptico James Randi dice que la gente como DuBois tiene la apariencia de tener poderes psíquicos a través de técnicas de lectura en frío. Por ejemplo, DuBois, cuando realizó su primera lectura del trabajo de Schwartz, le dijo que su amigo fallecido le estaba diciendo, "No camino solo," que Schwartz comprendió como una referencia a su amigo confinado en una silla de ruedas, que DuBois podría nunca haberlo sabido. Randi dice que Schwartz llegó a una conclusión insostenible, ya que la noción de "no caminar solo" puede significar un gran número de cosas y "ciertamente no describe estar en una silla de ruedas." Randi también afirma que los experimentos que supuestamente arrojan resultados positivos de poderes psíquicos, como los realizados con DuBois, no están conducidos utilizando un control científico apropiado. A la luz de la afirmación de Schwartz de que "algunos" de sus experimentos con DuBois fueron realizados bajo tales condiciones, Randi cuestionó por qué el resto no lo fueron y apunta a un informe demostrando cómo algunos de los experimentos de Schwartz no fueron realizados de acuerdo a los protocolos científicos convencionales. Unas detalladas respuestas del Dr. Schwartz al criticismo de Randi fueron publicadas en el 2005.
Randi ha ofrecido probar a DuBois para su Reto de Un Millón de Dólares. Según la versión de Randi, DuBois declinó su invitación al reto.
El ex-perfilista del FBI, experto en ciencias del comportamiento y analista de la MSNBC Clint Van Zandt reta a las declaraciones de DuBois sobre ayudar a las fuerzas de la ley y poner a gente en el corredor de la muerte, argumentando, "Si la videncia fuera realmente satisfactoria y sus resultados no fueran simplemente la consecuencia de artimañas o buenas habilidades de entrevista, entonces ¿por qué las agencias de las fuerzas de la ley no tienen brigadas de detectives videntes, una unidad real de Expedientes X u otras formas de integrar estas capacidades de investigación paranormal?"

## Libros
Allison DuBois es autora de tres libros acerca de la mediumnidad.
- Don't Kiss Them Goodbye (No les des un beso de despedida). Fireside (2005) ISBN 0-7432-8228-0
- We Are Their Heaven: Why the Dead Never Leave Us (Somos su salvación: por qué los muertos nunca nos dejan). Fireside (2006) ISBN 0-7432-9113-1
- Secrets of the Monarch: How the Dead Teach Us to Live Better Lives.